# Tours
Tours (Pronúncia: tuʁ) é uma cidade da região central da França, situada  no departamento de Indre-et-Loire, do qual serve de capital. Possui 142 000 habitantes, sendo que sua área metropolitana tem 297 631 habitantes.
Era chamada de Cesaroduno (em latim: Caesarodunum) durante o período romano.

## Geografia
A cidade situa-se às margens dos rios Loire e Cher, perto da confluência desses dois rios, em um local de fácil travessia. Tours é conhecida como o Jardim da França.

## História
É conhecida por abrigar o túmulo de São Martinho de Tours, assim como por ter sido o palco da Batalha de Poitiers. É a cidade natal do escritor Honoré de Balzac e da  cantora Zaz. É conhecida como o Jardim da França.